# Cornelius Rogge (1932-2023)
Cornelius Hendrik Rogge (Amsterdam, 21 december 1932 – Eerbeek, 17 januari 2023) was een Nederlandse beeldhouwer, installatiekunstenaar en tekenaar.

## Leven en werk
Rogge bezocht van 1950 tot 1952 het Instituut voor kunstnijverheidsonderwijs (de latere Gerrit Rietveld Academie) in Amsterdam. Van 1955 tot 1957 studeerde hij aan de Rijksakademie van beeldende kunsten in Amsterdam. Hij kreeg in 1971 de American Cassandra Award en in 1986 voor zijn oeuvre de David Röell Prijs van het Prins Bernhard Cultuurfonds. Rogge was docent aan de Akademie voor Kunst en Vormgeving St. Joost in 's-Hertogenbosch en de Gerrit Rietveld Academie in Amsterdam.
Rogge is een vertegenwoordiger van de moderne kunst uit de periode na de Tweede Wereldoorlog. Zijn werk is aanwezig in de belangrijke Nederlandse kunstmusea. Zijn Windzuil staat in Amsterdam Nieuw-West, zijn Piramide in Amsterdam-Zuid. Ter gelegenheid van zijn 45-jarige kunstenaarschap werd hij in 2005 benoemd tot Officier in de Orde van Oranje-Nassau.
In 2012 meldde hij aan de commissie-Deetman de gedwongen castratie van Henk Heithuis.
Voor de Brummense uitgeverij De GeitenPers maakte hij in 2015 tekeningen bij het verhaal van Wim Brands, De onverharde weg. Ook werkte hij in 2016 samen met Geert Voskamp aan twee publicaties voor dezelfde uitgeverij: hij schreef het verhaal De vlindervanger en maakte tekeningen bij Voskamps Langs het kanaal.

## Belangrijke exposities
- 1955: Sonsbeek, Arnhem
- 1965: Twaalf beeldhouwers uit Nederland, Paleis voor Schone Kunsten, Brussel
- 1970: Stedelijk Museum, Amsterdam
- 1976: Tentenproject, Beeldenpark van het Kröller-Müller Museum (KMM), Otterlo
- 1984: Institut Néerlandais, Parijs
- 1996: Delphi, Contemporary Arts Center, New Orleans
- 1999: Overzichtstentoonstelling 40 jaar beelden, Rijksmuseum Twenthe, Enschede
- 2005: Krijgsgewoel, Legermuseum, Delft
- 2008: Zieleschepen, Beelden aan Zee, Scheveningen

## Films en televisie
- The private eye of Cornelius Rogge, door Suzanne Oxenaar (1984)
- Interview van Paul van Vliet met Cornelius Rogge in augustus 2006

## Fotogalerij

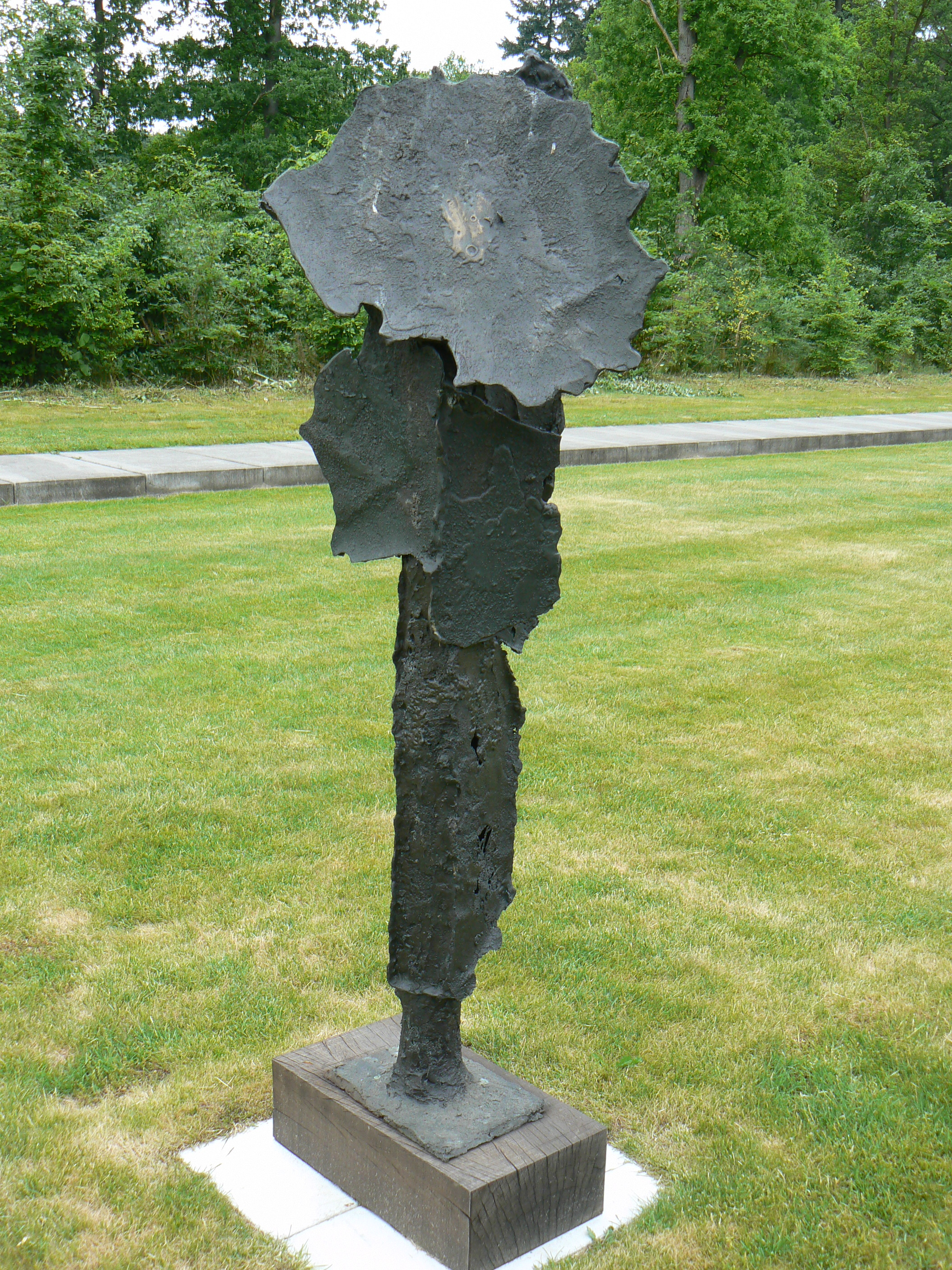
Afdruk van het heelal (1965), Beeldenpark KMM, Otterlo
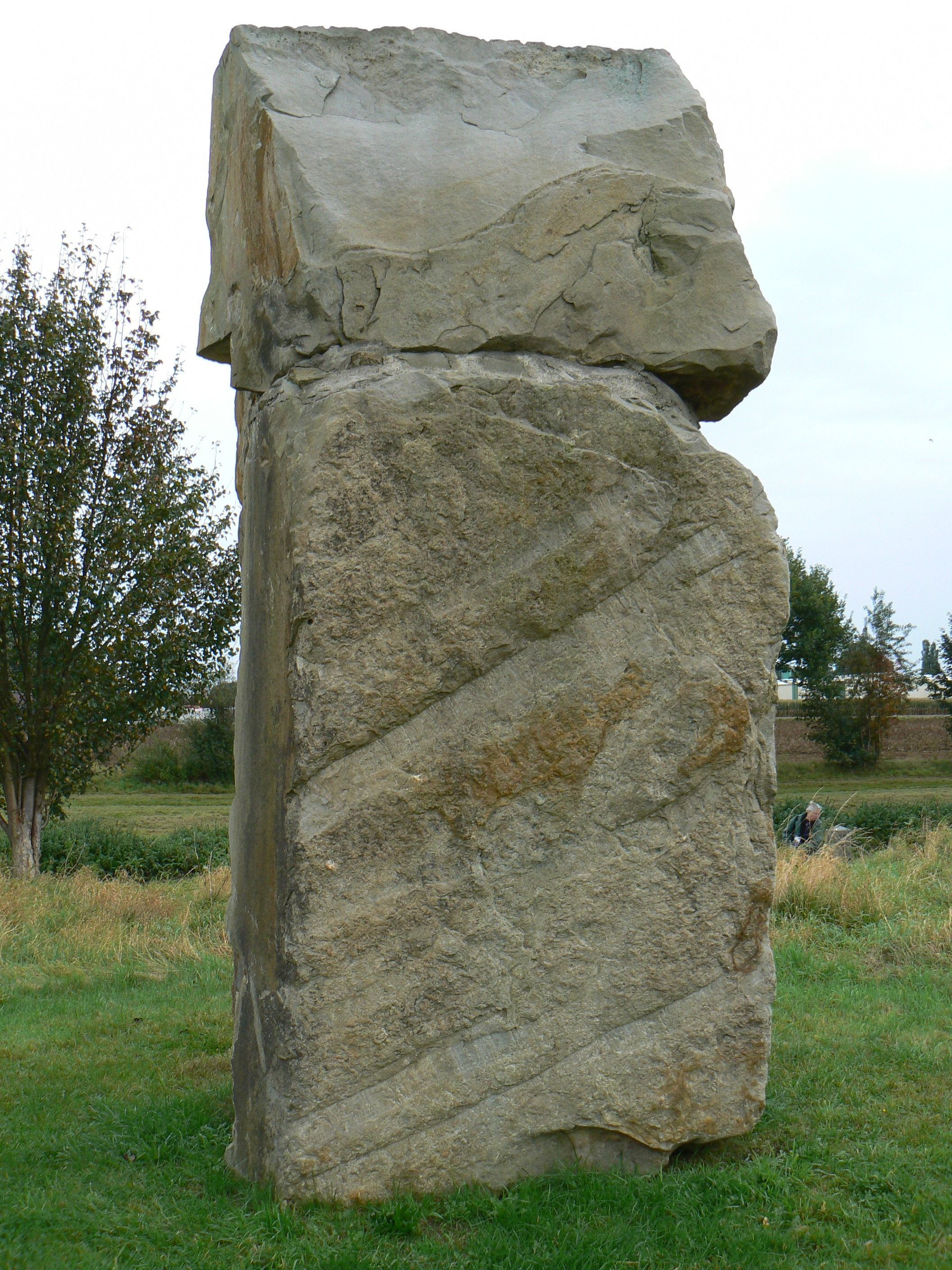
Säule (1988), beeldenroute Kunstwegen, Frenswegen
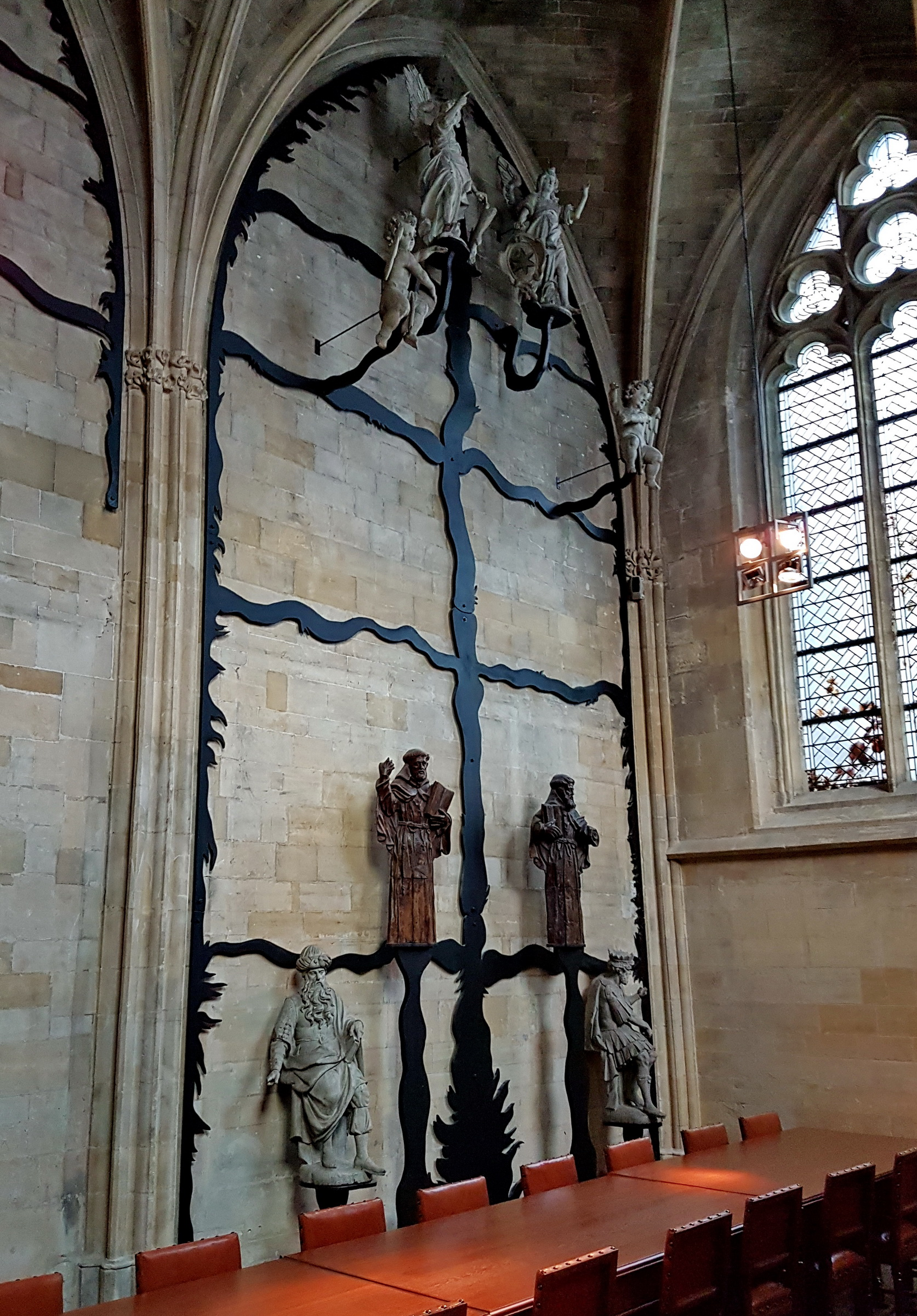
Herschikking beelden Sterre-der-Zeealtaar (ca. 1990), Maastricht
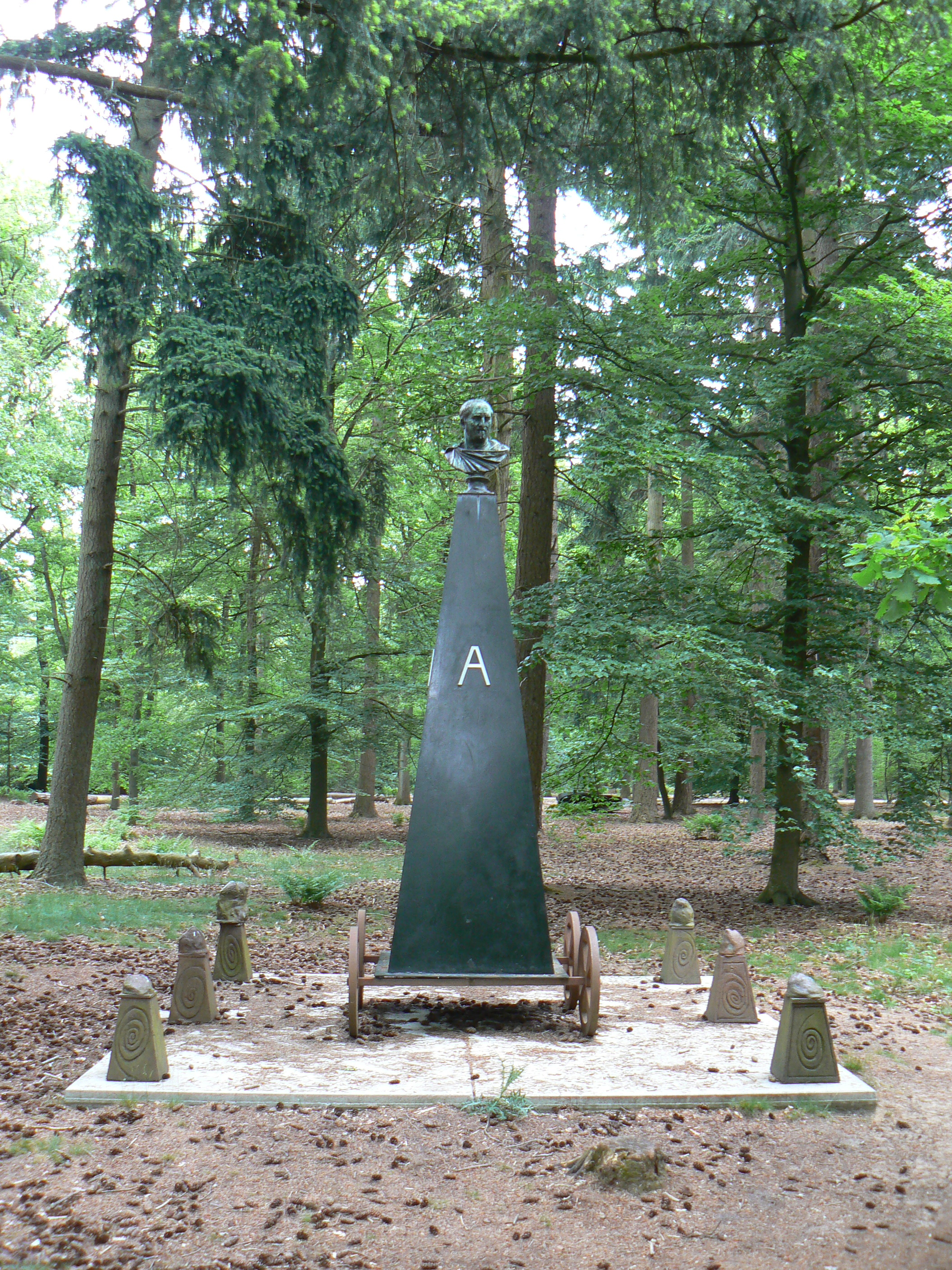
Cicero (2000), Beeldenpark KMM, Otterlo
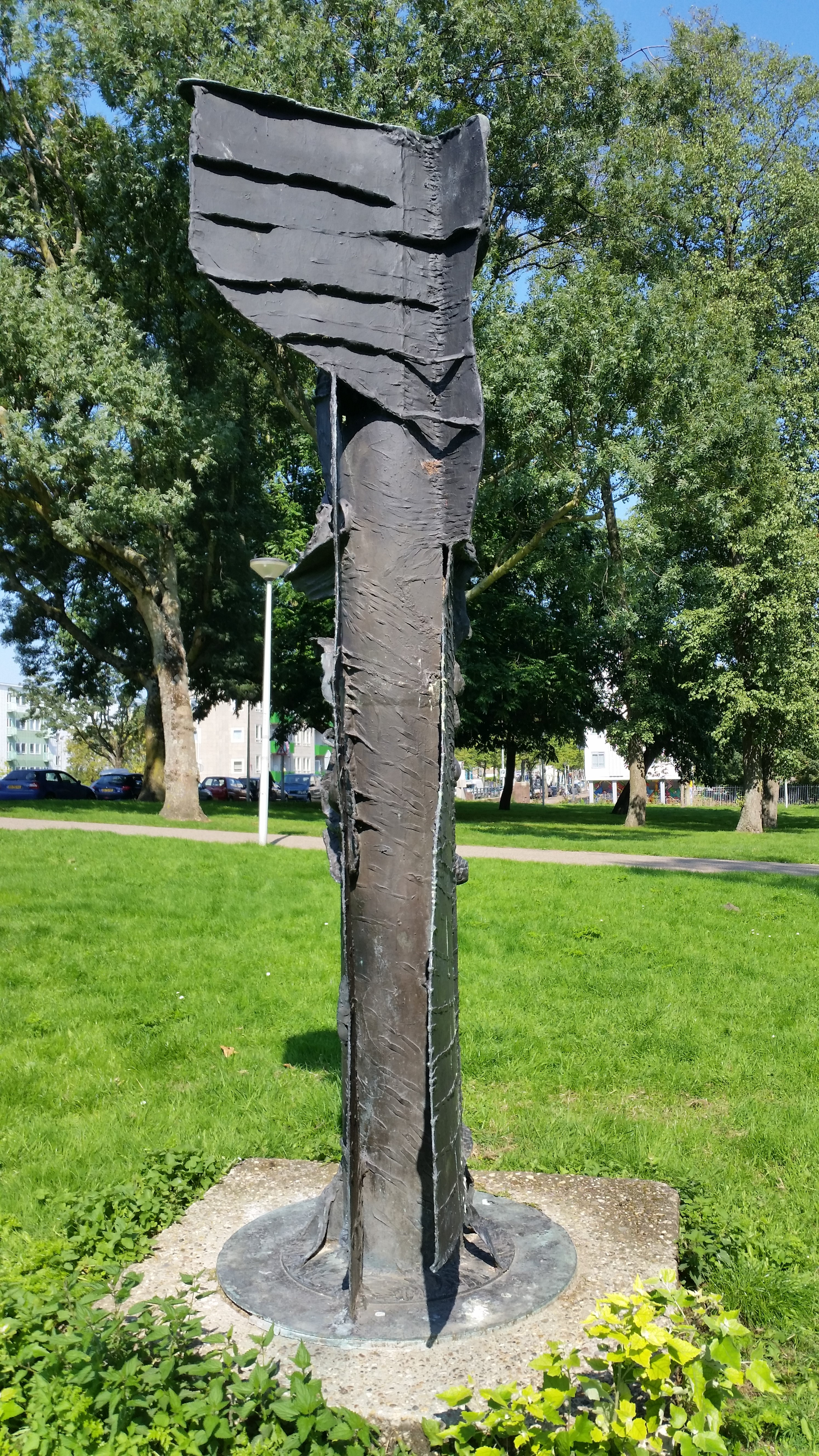
Windzuil (1966), Gerbrandypark, Amsterdam
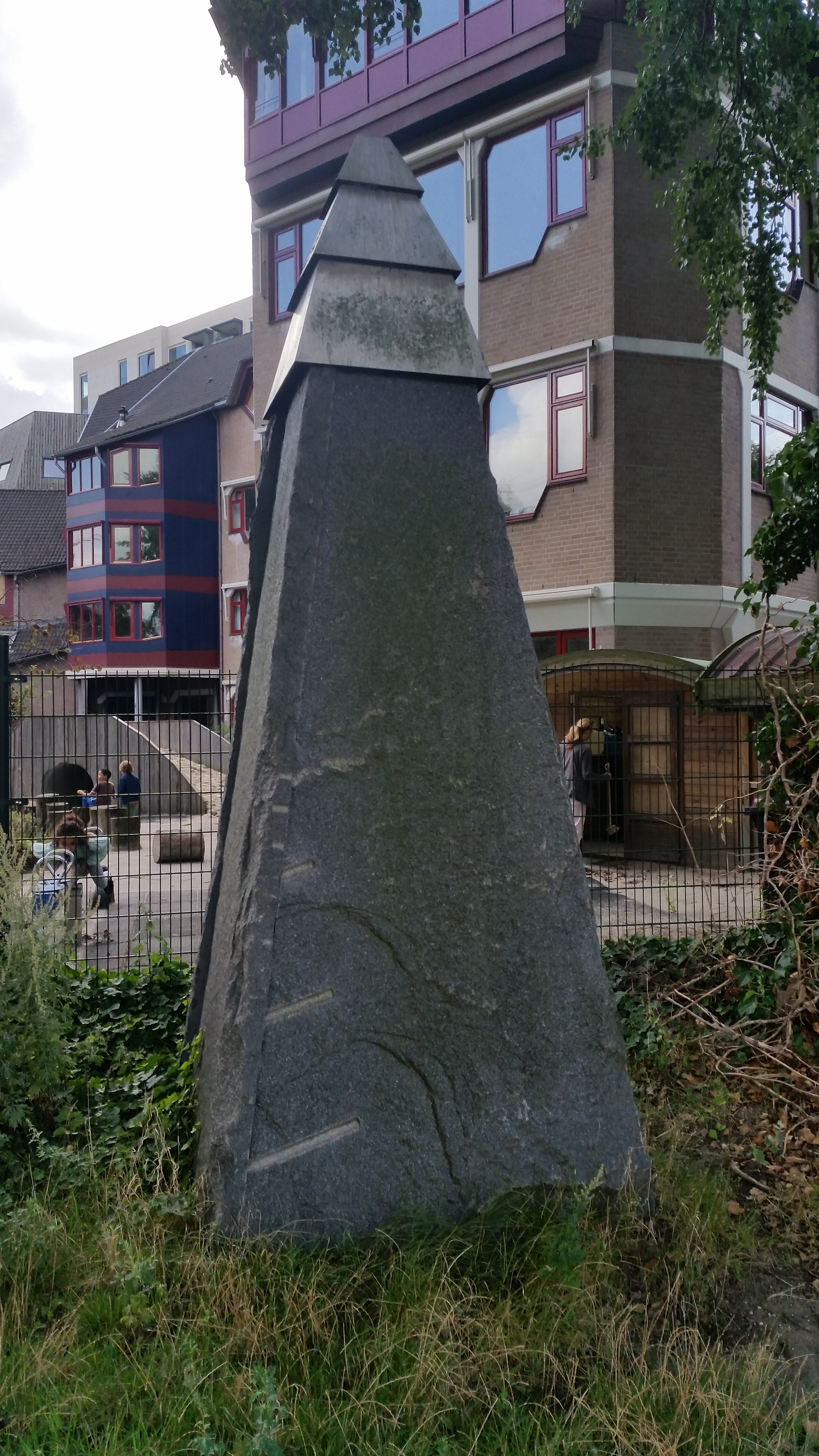
Piramide (1994), Amsterdam-Zuid
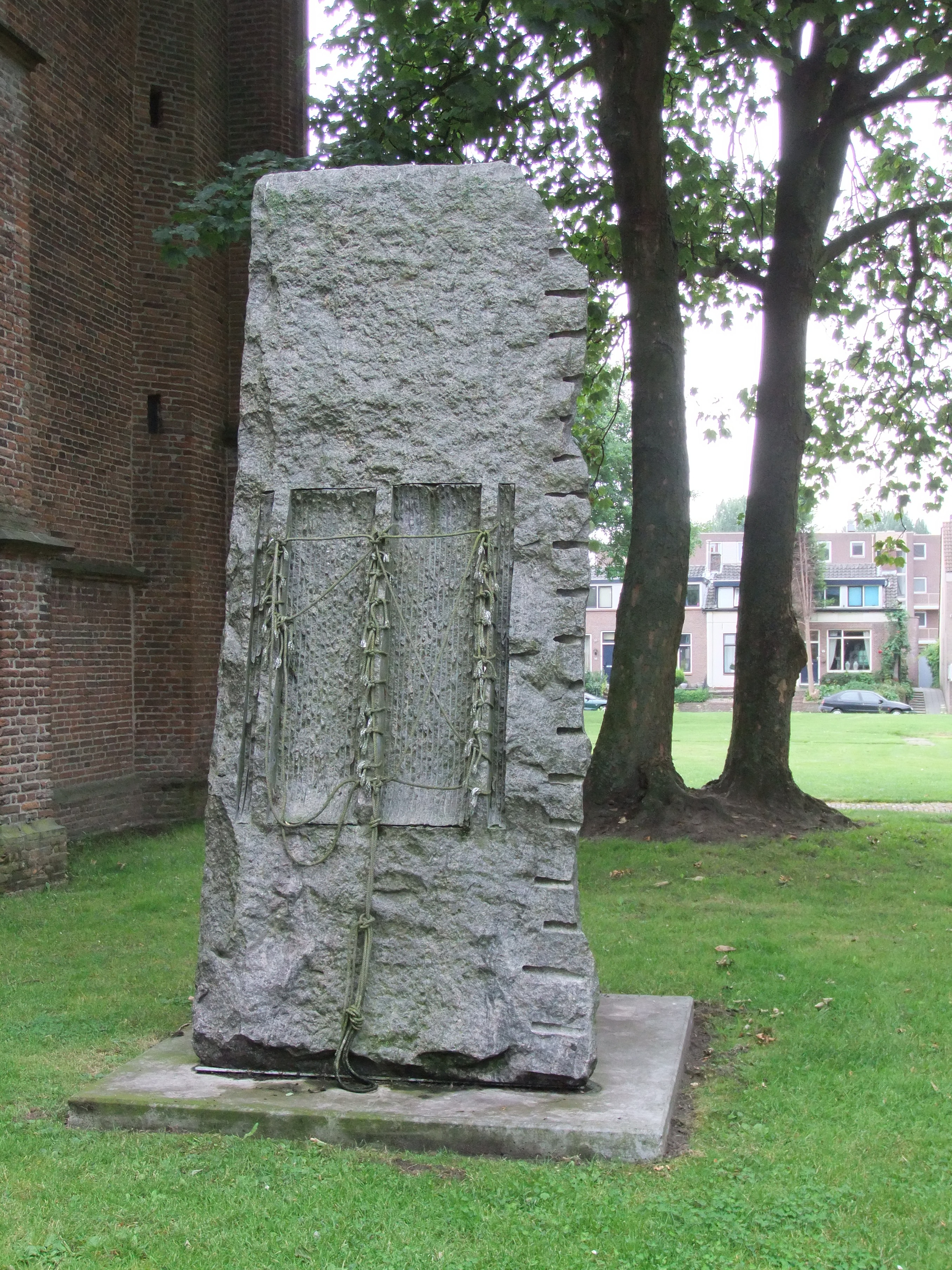
Zonder titel (2006), Tiel